# قارچ‌های شیپوری
قارچ‌های شیپوری (نام علمی: Craterellus) یک سرده از قارچ‌های خوراکی است که شبیه به قارچ‌های پیاله‌ای نزدیک به این سرده هستند و برخی از گونه‌های جدید اخیراً از دومی به اولی منتقل شده‌اند. هر دو گروه بدون تیغه واقعی در بخش زیرین کلاهک خود هستند، اگرچه اغلب دارای چین و چروک و برآمدگی تیغه‌مانند هستند.
در گذشته Craterellus بر این اساس متمایز می‌شد که:
1. بدن بارده دارای نوک توخالی بود که عموماً قیف‌مانند بود و
2. هیچ قوس اتصال وجود نداشت.